# Гьонендже
Гьонендже или Каливиа (на турски: Gönence) е село в Източна Тракия, Турция, Вилает Родосто.

## География
Селото се намира на 4 километра северно от Малгара.

## История
В XIX век Каливиа е гръцко село в Малгарска кааза в Одринския вилает на Османската империя. Според „Етнография на вилаетите Адрианопол, Монастир и Салоника“, издадена в Константинопол в 1878 година и отразяваща статистиката на населението от 1873 година, Каливиа (Kalivia) има 130 домакинства и 609 жители гърци.